# Sperrstelle Trin

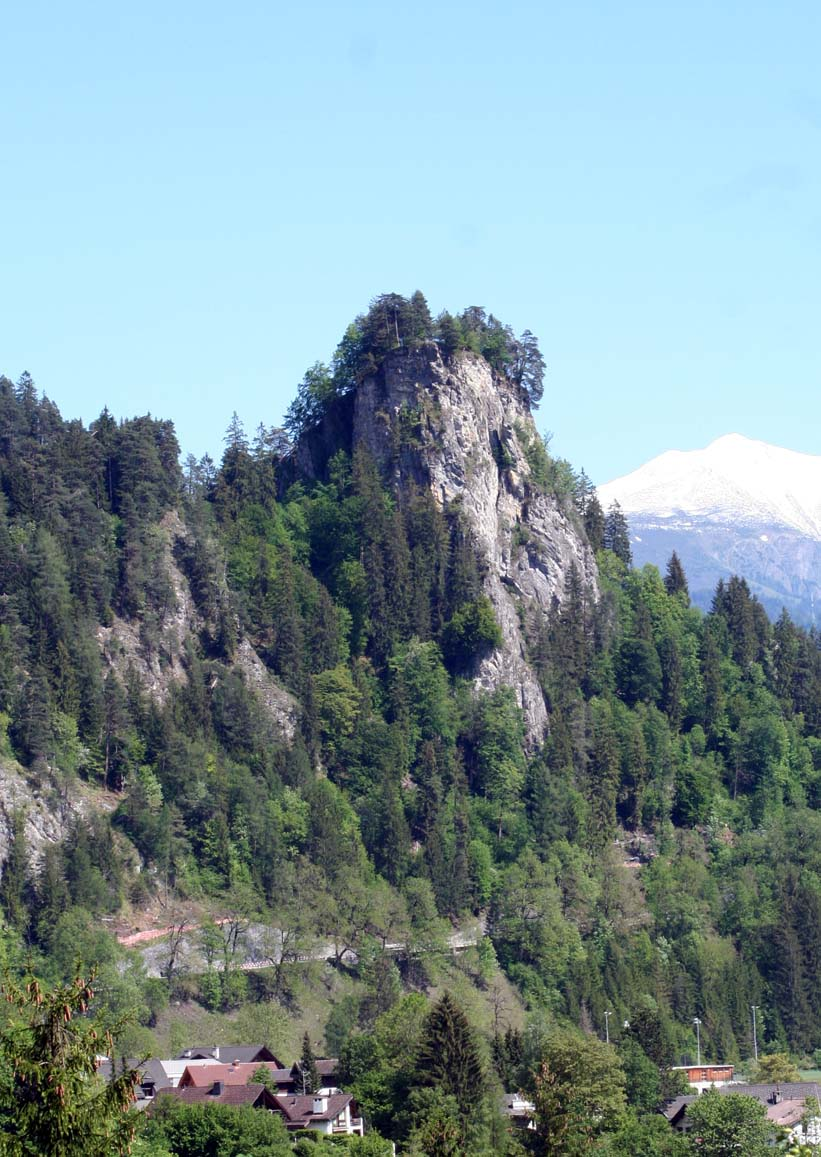
Hügel von Crap Sogn Parcazi, Richtung Trin

Die Sperrstelle Trin (Armeebezeichnung Sperre Nr. 1205) war eine Verteidigungsstellung der Schweizer Armee. Sie liegt westlich von Trin an der alten Strasse von Chur ins Vorderrheintal zwischen Tamins und Flims.
Die Sperre wurde 1941–1943 von zivilen Unternehmen errichtet und gilt als militärhistorisches Denkmal von nationaler Bedeutung.

## Sperrstelle Trin
Im Mittelalter bildete Trin die Sperre zum Bündner Oberland (Vorderrheintal). Der Engpass Porclas westlich des Dorfes Trin, oberhalb der alten Strasse zwischen Trin und Flims, wurde durch die im Frühmittelalter errichtete Kirchenburg Crap Sogn Parcazi (rätoromanisch für «Stein des heiligen Pankratius») beherrscht.
Während des Zweiten Weltkriegs wurde Trin als letzte Sperre vor dem Reduit mit dem Auftrag gebaut, ein Eindringen des Feindes ins Reduit (Festungsgebiet Gotthard) zu verhindern.
Die Sperrstellen Trin und Segnespass wurden vom Gebirgsinfanterieregiment 18 besetzt, das als Reserve des Gebirgsarmeekorps 3 vorgesehen war.
Zur Sperrstelle gehört auch ein moderner 12-cm-Festungsminenwerfer 1959, erbaut 1988. Diese kann ebenfalls auf einer Besichtigung besichtigt werden.

### Infanteriewerk Crap Barcazi - Crap Pign

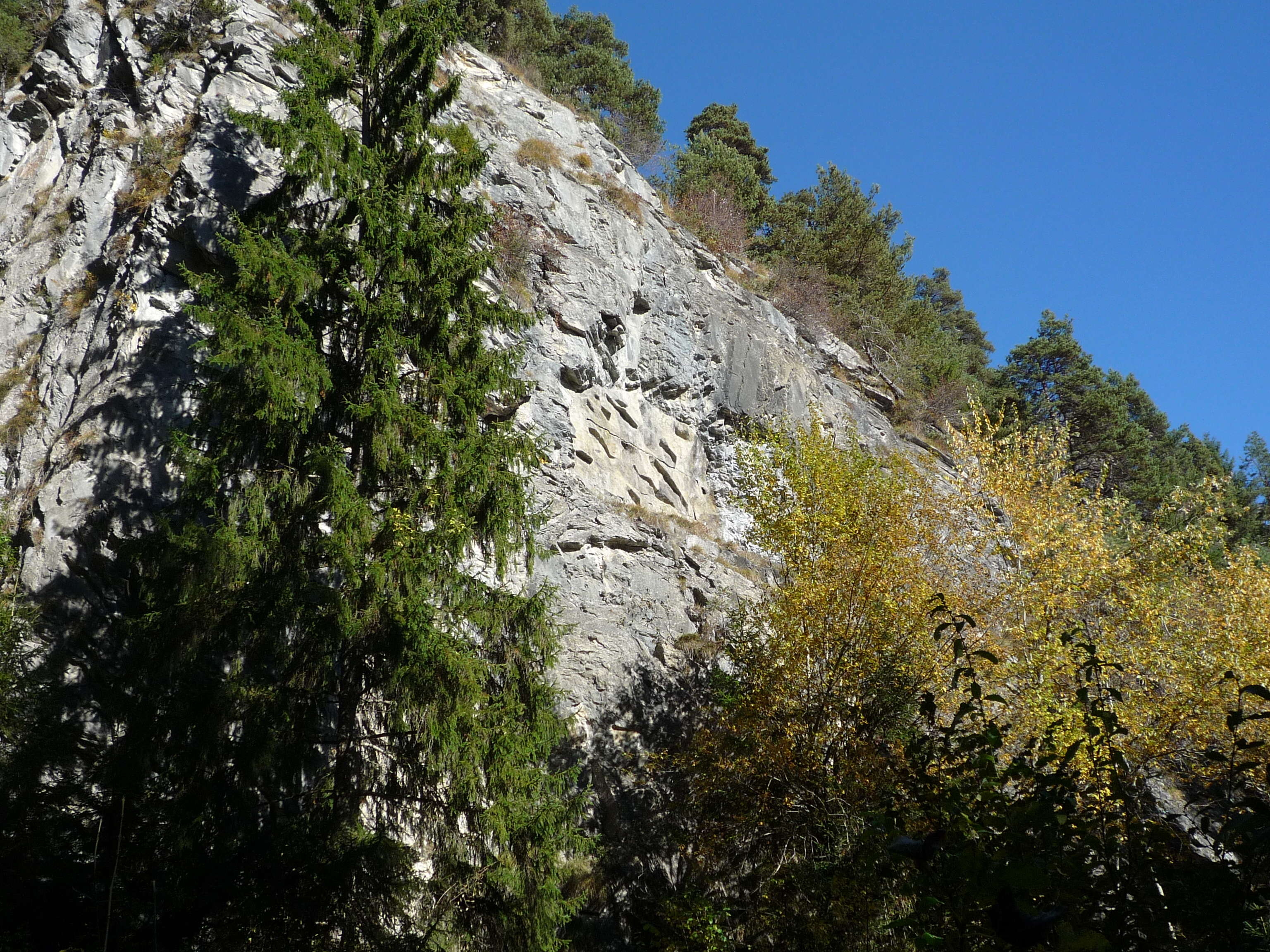
Sperrstelle Trin Infanteriewerk A 7762

Das Hauptwerk der Sperrstelle Trin ist ein Infanteriewerk (Armeebezeichnung A 7762) in den Felsen von Crap Sogn Barcazi und Crap Pign ⊙. Das Werk wurde 1941–1942 als Infanteriekaverne unterirdisch im Fels auf drei, mit 300 Treppenstufen und Stollen verbundenen, Geschossen gebaut. Es war mit vier Maschinengewehren und zwei Leichten Maschinengewehren Lmg 25 bewaffnet und konnte 30 Mann Besatzung aufnehmen. Für den Materialtransport gab es die Seilbahn Z312 auf den Crap Sogn Barcazi, die einzige Werkseilbahn in einem Infanteriewerk des Kantons Graubünden. 
Bei Crap Ueara befindet sich der Unterstand A 7761, eine natürliche Höhle.

### Geländepanzerhindernis T 4071

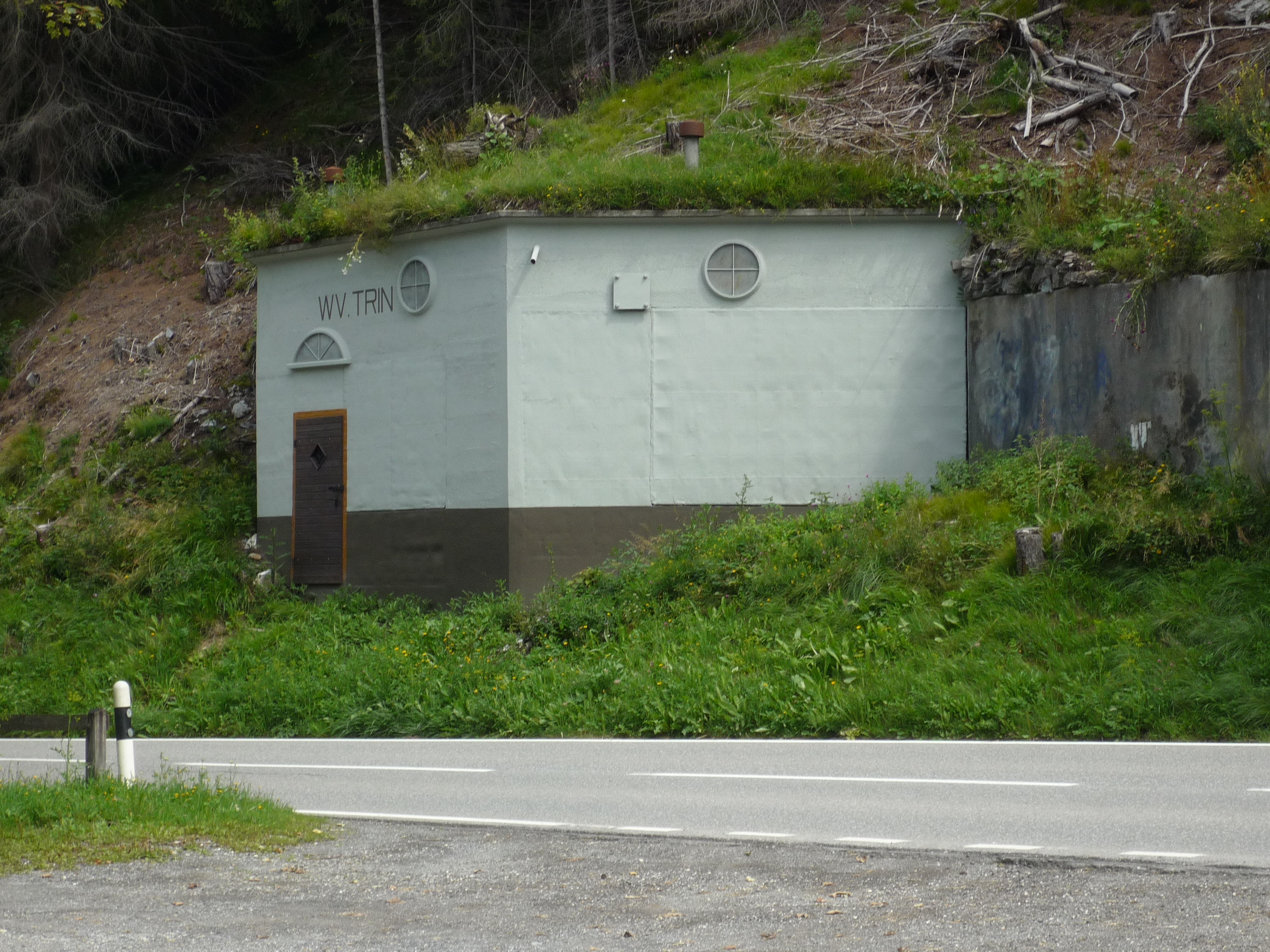
Panzerabwehrbunker A 7765 an der Hauptstrasse 19 getarnt als "WV Trin" (Wasserversorgung Trin)

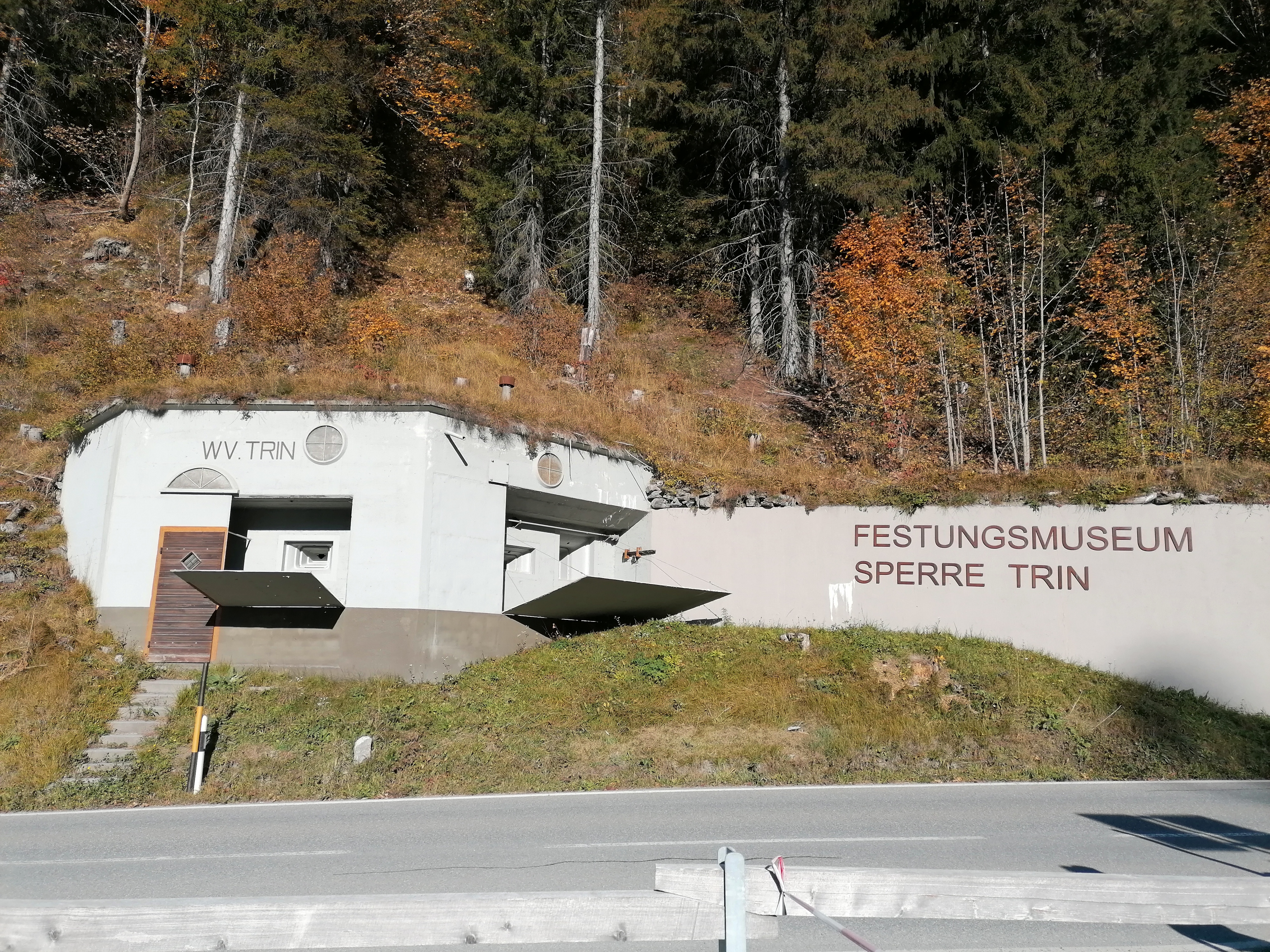
Panzerabwehrbunker A 7765 mit offenen Scharten

In der Nähe des Hauptwerks Richtung Trin befindet sich bei Parclis ein Geländepanzerhindernis (GPH) mit Höcker, Schienen und Tankmauer ⊙. 
Es wurde von drei Infanteriebunkern geschützt, die 1941–1942 gebaut wurden:
- Panzerabwehrbunker A 7765 «Porclis Strasse» war ursprünglich mit einer Panzerkanone, später mit einem Maschinengewehr und einem Leichten Maschinengewehr bewaffnet und hatte 8 Mann Besatzung. Er liegt unmittelbar an der Strasse und ist als «Wasserreservoir Trin» getarnt ⊙.
- Infanteriebunker A 7766 «Porclis West» besass ursprünglich eine Infanteriekanone und später eine Panzerabwehrkanone und ein Leichtes Maschinengewehr und hatte 10 Mann Besatzung. Er befindet sich in der Nähe der Strasse und ist als Holzscheune getarnt ⊙.
- Infanteriebunker A 7767 «Porclis Nord» war mit zwei Maschinengewehren und einem Leichten Maschinengewehr bewaffnet und hatte 12 Mann Besatzung. Er liegt im Wald in der Nähe des Geländepanzerhindernisses (GPH) und ist als Waldhütte getarnt ⊙.

### Geländepanzerhindernis T 4070 «Laseaz»
Zwischen der Rheinschlucht und dem Ortsteil Digg erstreckte sich ein GPH mit Flankierwerken, die 1941–1942 erstellt wurden ⊙. Damit sollte eine Umgehung der Hauptsperrstelle A 7762 verhindert werden:
- Infanteriebunker A 7768 «Digg» war mit einem Maschinengewehr bewaffnet und 8 Mann Besatzung. Er befindet sich zwischen westlich von Digg und nordöstlich des GPH ⊙ und ist als Fels getarnt.
- Panzerabwehrbunker A 7769 «Porclis Süd» war mit einer Panzerabwehrkanone und einem Maschinengewehr bewaffnet und hatte 14 Mann Besatzung. Er befindet sich am Nordende, westlich des GPH und ist als Wasserversorgung getarnt ⊙.
- Infanteriebunker A 7770 «Laseaz Nord» war mit zwei Maschinengewehren und einem Leichten Maschinengewehr bewaffnet und hatte 10 Mann Besatzung. Er befindet sich westlich der Mitte des GPH ⊙ und ist als Fels getarnt. Mit ihm ist eine Leichte Maschinengewehr-Stellung verbunden, die nur über einen 30 m langen Stollen mit anschliessendem 10 m hohem Steigschacht erreicht werden kann.
- Panzerabwehrbunker A 7771 war mit einer Panzerabwehrkanone und einem Maschinengewehr bewaffnet und hatte 16 Mann Besatzung. Er befindet sich am Südende, westlich des GPH ⊙.

Am Südende des GPH befindet sich der Unterstand A 7783 «Laseaz» ⊙.

## Sperrstelle Segnespass

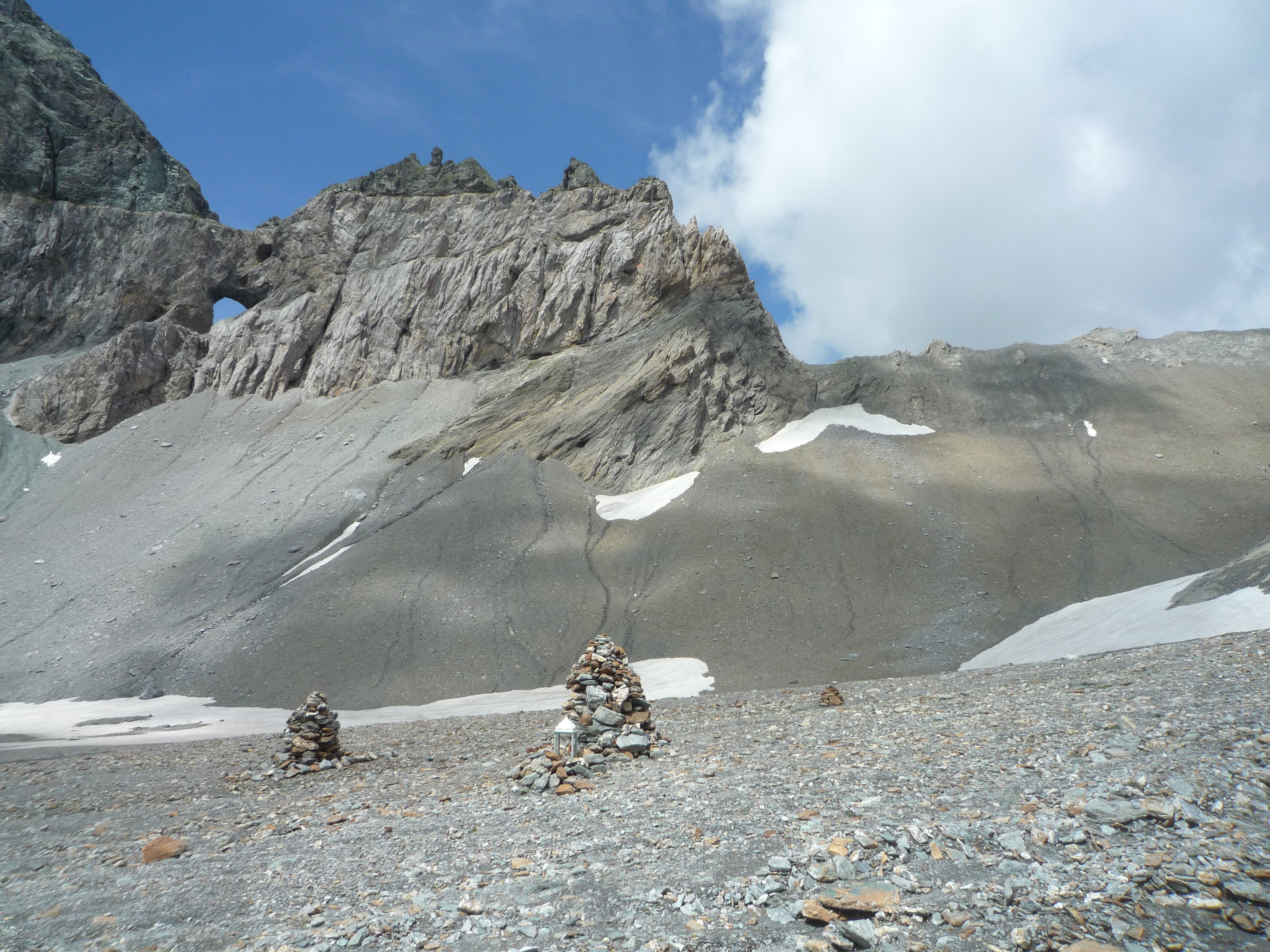
Segnespass mit Sperrstelle

Die Sperrstelle am Segnespass auf 2625 m hatte den Auftrag, einen feindlichen Vorstoss aus dem Raum Flims nach Elm im Kanton Glarus zu verhindern. Auf dem Pass wurden zwei Kavernen in den Fels und eine Schutzhütte (B 2303) gebaut:
- Felswerk «Segnes-Mannen» A 6705 mit einem Maschinengewehr bewaffnet und mit 5 Mann Besatzung ⊙
- Felswerk «Tschingelhorn» A 6706 mit einem Leichten Maschinengewehr bewaffnet und mit 5 Mann Besatzung ⊙
- Schutzhütte B 2033 ⊙

Die Anlagen am Segnespass wurden durch das Werkbesatzungsdetachement Süd verteidigt.

## Sperrstelle Versam
Die Sperrstelle Versam (Armeebezeichnung Nr. 1203) hatte die Aufgabe, einerseits einem Gegner, der die Sperren Splügen und Safierberg durchbrochen hatte, den Weg durch das Safiental ins Bündner Oberland Richtung Gotthardfestung zu sperren. Und andererseits einen Vorstoss von Bonaduz durch das Versamertobel bis zur Sperre aufzuhalten.
- Infanteriebunker Garnifels  A 7791: 1 IK später 9cm-Pak, 2 Mg, 2 Lmg ⊙
- Infanteriebunker Erla Cresta A 7792: 1 Mg, 1 Lmg ⊙
- Infanteriebunker Berglibühl A 7793: 1 Pz-BK, 1 Mg ⊙
- Unterstand für 16 Mann

## Museum Sperre Trin

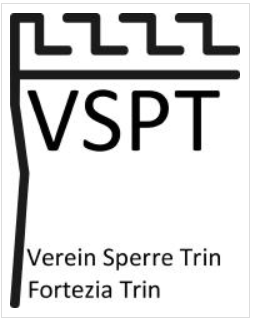
Verein Sperre Trin

Der Verein Sperre Trin wurde im Oktober 2009 zur Erhaltung der Sperre gegründet. Das Festungsmuseum ist gemäss Website von Mai bis Oktober mehrmals pro Monat geöffnet. Die geführte Besichtigung umfasst das Felswerk im Crap Sogn Barcazi und im Crap Pign und die Bunker Porclas Nord, West und Strasse sowie die Küche des Festungswachtkorps (FWK). Von Dezember bis März gibt es die Führung Festung & Fondue, es werden zwei Bunker besichtigt, danach gibt es ein feines Fondue. Heute wird die Anlage durch den Notausgang betreten, der ehemalige Haupteingang ist nicht mehr zugänglich. 
Da der Materialtransport für den Unterhalt der Anlage aufwändig ist, hat der Verein Sperre Trin im Juli 2015 mit dem Wiederaufbau der 1996 von der Armee demontierten Werkseilbahn nach den alten Originalplänen begonnen. Die Seilbahn konnte Ende August 2015 fertig gestellt werden.
Die Führung dauert rund 3 Stunden.

### Sauerstofffabrik Ilanz
In der Lufttrennanlage Ilanz («Sauerstofffabrik Ilanz») wurde von 1969 bis 2005 hochreiner Sauerstoff und Stickstoff hergestellt und an die Sanitätstruppen hauptsächlich für das Militärspital Disentis abgegeben. Damit sollte die Versorgungsautonomie gewährleistet werden. Die einzige noch erhaltene Anlage dieses Typs wurde vom Festungsmuseum Sperre Trin Instand gestellt, betreut und konnte erstmals am 18. Januar 2020 besichtigt werden. ⊙